# U 54 (U-Boot, 1916)
U 54 war ein dieselelektrisches U-Boot der deutschen Kaiserlichen Marine, das im Ersten Weltkrieg zum Einsatz kam.

## Einsätze
U 54 lief am 22. Februar 1916 bei der Germaniawerft in Kiel vom Stapel und wurde am 25. Mai 1916 in Dienst gestellt. Die Kommandanten des U-Bootes waren Volkhard Freiherr von Bothmer (16. Mai 1916 – 19. Mai 1917), Kurt Heeseler (20. Mai 1917 – 22. März 1918) und Hellmuth von Ruckteschell (23. März 1918 – 11. November 1918).
Das U-Boot gehörte zur II. U-Boot-Flottille mit Heimathafen Helgoland und Instandsetzungswerft Wilhelmshaven.
U 54 führte während des Ersten Weltkriegs zwölf Feindfahrten in der Nordsee beziehungsweise im östlichen Nordatlantik durch. Dabei wurden insgesamt 26 Handelsschiffe der Entente und neutraler Staaten mit einer Gesamttonnage von 68.228 BRT versenkt. Am 16. Juli 1918 gelang zudem die Versenkung der britischen Sloop Anchusa mit 1.290 BRT nördlich von Irland. Das zur U-Jagd umgerüstete Schiff sank durch einen Torpedotreffer und die anschließende Explosion des Wasserbombenlagers. Dabei kamen 78 Seeleute ums Leben.
Am 5. September 1917 entging U 54 nur knapp einer Katastrophe, als es nördlich von Terschelling die Ankerkette einer Mine streifte. Das Schicksal eines Minentreffers ereilte stattdessen das dahinter fahrende Boot U 88.

## Verbleib
Das U-Boot überstand den Ersten Weltkrieg, ohne selbst versenkt zu werden. Kurz nach Kriegsende, am 24. November 1918, wurde U 54 an das Königreich Italien ausgeliefert und im Mai 1919 in Tarent verschrottet.